# Combate naval de Casma
El combate naval de Casma tuvo lugar el 12 de enero de 1839 en la pequeña bahía de Casma, ubicada en el litoral peruano, a 370 kilómetros al norte de Callao. Este hecho forma parte de lo que se conoce como la guerra contra la Confederación Perú-Boliviana, en la que esta Confederación se enfrentó a la República de Chile y a los peruanos que eran contrarios al proyecto confederado del protector Andrés de Santa Cruz.
Tres naves de la Armada de Chile, bajo el mando del capitán de navío Roberto Simpson derrotaron a cuatro naves corsarias tripuladas por guarniciones de infantería peruana y marinería extranjera, principalmente de nacionalidad francesa, que se encontraban bajo el mando del marino y aventurero, también de origen francés, Juan Blanchet que estaba al servicio de la Confederación y operaba bajo su bandera.

## Antecedentes
A finales de 1838, el general Andrés de Santa Cruz, jefe supremo de la Confederación Perú-Boliviana, al lograr retomar la ciudad de Lima tras la retirada estratégica de los restauradores al norte del Perú, se dio en la tarea de organizar en el puerto del Callao una fuerza naval que pudiera hacerle nuevamente frente a la escuadra chilena, que tras varias operaciones navales había logrado derrotar por completo a la Armada Confederada Perú-Boliviana y mantenía bloqueado los puertos peruanos.
Si bien tal medida resultó tardía, ya que el ejército chileno había desembarcado en territorio peruano y el dominio del mar por parte de Chile parecía indiscutible, una derrota de estos y la necesidad de nuevos refuerzos por mar hacia el Perú harían factible el uso de una fuerza naval que sea capaz de impedir el envío de estas fuerzas, capturando los transportes que lleven esas tropas; y además poder interrumpir las comunicaciones entre la armada y el ejército; y disputarle el dominio del mar a la escuadra chilena.

### Organización de una escuadra corsaria para la Confederación
El protector Santa Cruz para dar comienzo a la creación en el puerto del Callao de una fuerza naval para enfrentar a la escuadra chilena se valió de un decreto que su gobierno emitió el 17 de junio de 1837, que autorizaba la guerra de Corso, ofreciendo de esa manera halagos, elementos fiscales y recompensas a los particulares que estuvieran interesados. Ante ese llamado, varios extranjeros residentes en Lima y en el puerto del Callao se ofrecieron para armar y tripular buques mercantes para la guerra.
Es así, que varios comerciantes franceses de apellido Remy, Laurent, Nussard y otros armaron a la corbeta francesa Edmond con 25 cañones. De igual modo un estadounidense llamado John Eldredge puso su barca llamada Mejicana a disposición de Santa Cruz, y otros extranjeros, entre ellos el argentino Bedoya, armaron la goleta Perú con 10 cañones. Estos buques fueron tripulados en su mayoría por marinos extranjeros, prevaleciendo mayoritariamente los de nacionalidad francesa, y el comando de la fuerza naval corsaria se le daría a Juan Blanchet, marino que también era de nacionalidad francesa. Este marino y también aventurero francés había llegado al Callao en 1838, como primer timonel de la corbeta Edmond. En ese año compró la nave en la cual servía y con ayuda de varios compatriotas suyos y los arsenales del Callao logró tripular y armar el buque. Precisar que si bien la marinería de esta escuadrilla corsaria era en su mayoría extranjera, la tropa o infantería de mar embarcada en estos buques era exclusivamente de peruanos sacados del ejército protectoral.
Las primeras de estas naves en entrar en servicio con sus respectivas patentes de corso fueron la corbeta Edmond bajo el mando del mismo Blanchet y la goleta Shamrock o Perú bajo el mando del teniente 1° de origen inglés Guillermo Mason, que servía en la armada argentina, pero que había ingresado al servicio de la armada confederada con dicha clase militar, el 19 de abril de 1837. Posteriormente se incorporaría a esta escuadrilla, el 15 de diciembre, la barca Mejicana con 18 cañones la que no pudo participar en las primeras operaciones corsarias, al no estar lista con anterioridad.

## Primera incursión de los corsarios confederados: el combate naval del Callao
Ver artículo principal: Combate naval del Callao (1838)
El 24 de noviembre de 1838 las actividades de los corsarios empezaron, teniendo la misión de levantar el bloqueo naval del Callao que estaba de manera ininterrumpida desde el 1 de mayo de ese mismo año cuando el capitán de navío y jefe de la escuadra chilena Carlos García del Postigo lo estableció, y que en esos momentos lo sostenía el capitán de fragata Santiago Jorge Bynnon que había partido a ese lugar con el bergantín Aquiles (insignia) el 16 de noviembre debido a los aprestos enemigos. Bynnon reforzó el bloqueo que ya sostenían el capitán de corbeta Jorge Parker con la goleta Janequeo y el teniente 1.° Leoncio Señoret Montagne con la goleta Colo Colo que se encontraban en esos momentos en pésimas condiciones. El resto de la escuadra chilena se encontraba en la costa norte del Perú prestando apoyo logístico al ejército restaurador comandado por el general Manuel Bulnes.
Juan Blanchet con la corbeta Edmond y la goleta Shamrock (o Perú) al mando del teniente 1.° Guillermo Mason; y asistido también por tres lanchas cañoneras y varios botes armados al mando del capitán de corbeta peruano San Julián emprenden ese día (el 24 de noviembre) un combate con los bloqueadores, en la que finalmente, después de un corto intercambio de cañonazos con ellos las naves de Blanchet viraron de vuelta al fondeadero del Callao. Los buques chilenos que habían salido del fondedero por el peligro de las fuerzas sutiles, dieron media vuelta para seguir a su enemigo hasta aproximarse a la cabeza de la isla de San Lorenzo, donde permanecieron el resto del día sin que las fuerzas navales confederadas tratasen nuevamente de salir del abrigo del puerto.
El capitán Bynnon, quien el día anterior al combate ya había solicitado refuerzos al jefe de la escuadra Carlos García del Postigo manifestando no creerse con la capacidad de repeler un ataque enemigo con las fuerzas a su mando y atendiendo al mal estado en que se encontraban las goletas Janequeo y Colo Colo después de una larga campaña y de constantes servicios en la mar, pero sobre todo lo escaso de sus tripulaciones, lo que hacía, a juicio del comandante, muy peligroso e ineficaz mantener el bloqueo del puerto. Debido a esto resolvió, en acuerdo con los respectivos comandantes de los buques, suspender el bloqueo momentáneamente que se hacía desde la isla de San Lorenzo y dirigirse al puerto de Barranca, donde se encontraba parte de la escuadra al mando del capitán de navío Roberto Simpson, para equipar ahí las goletas y el bergantín Aquiles, a cuyo bordo se hacían sentir también algunas deficiencias.
La decisión de levantar el bloqueo, en opinión de algunos historiadores chilenos era fruto de "una apreciación errada de la situación", no fue del agrado de Simpson, quien despachó inmediatamente de regreso a Bynon al Callao con su bergantín Aquiles y también a la barca Santa Cruz comandada por el teniente 1° Buenaventura Martínez, ya que preveía las consecuencias funestas que el inusitado levantamiento del bloqueo del Callao podía tener a medio plazo y a corto plazo para la corbeta Valparaíso al mando del capitán de corbeta Roberto Henson, que ignorante de la situación se dirigía como refuerzo al Callao donde esperaba reunirse con la flota bloqueadora. El 26 de noviembre el capitán Bynnon había zarpado hacia el Callao.
Por otra parte, en la noche del 28 de noviembre al no estar bloqueado el puerto del Callao, salió el comandante Blanchet a la mar con la corbeta Edmond bajo su mando y la goleta Shamrock comandada por Mason, con el objetivo de recorrer la costa hasta Paita en busca de transportes chilenos de los cuales estaban informados que navegaban en atención del ejército de puerto en puerto sin escolta y ajeno a todo peligro.
El 29 de noviembre, Bynnon durante su viaje al Callao se le unió Parker con la goleta Janequeo, procedente de Pachacámac, a donde fuera enviada anteriormente por Bynnon en busca de la Colo Colo, que cruzaba ahí en espera do la barca Santa Cruz, que el capitán Bynnon, antes de su arribo a Barranca, creía en viaje a Pisco. Inmediatamente hizo que la goleta Janequeo se adelantara al Callao aprovechando su calidad de velera para comunicarse con el capitán de la corbeta Valparaíso y ordenarle que viniese a las islas Hormigas que se había señalado como zona de encuentro. El día 30, estando Bynnon con el Aquiles a las 04:00 AM un poco al sur del islote el Pelado, se comunicó con el comandante de la corbeta americana Fálmouth que había salido el día antes del Callao, enterándose de ese modo Bynnon de la salida de los corsarios confederados y su dirección, por lo que hizo enviar un bote a la bahía de Samanco donde se debía encontrar parte de la escuadra chilena al mando de Simpson. Días más adelante, Bynnon se juntaría en las islas Hormigas con la corbeta Valparaíso; y las goletas Janequeo y Colo Colo para retomar el bloqueo, pero ante la salida de los corsarios se decidió ir hacia el norte con el objeto de proteger los transportes y batir al enemigo.
Paralelamente a estos hechos, los corsarios al mando de Blanchet estando navegando hacia el norte lograron sorprender el 30 de noviembre en el puerto de Supe al bergantín Arequipeño que el capitán Simpson había dejado en ese lugar antes de zarpar para la bahía de Samanco días antes. Este buque había sido entregado al gobierno restaurador del general Agustín Gamarra y tenía la misión de vigilar la zona costera. El comandante de esa nave, el capitán de corbeta peruano Juan Corrochano para evitar la captura de su buque pretendió vararlo en la costa pero Blanchet consiguió maniobrar rápidamente e interceptarlo antes de que lograra su objetivo. Seguidamente el bergantín fue abordado y capturado sin oponer resistencia, de los 51 miembros que componían la tripulación solo salvaron de ser prisioneros el capitán Corrochano y 8 marineros que se lanzaron al mar y lograron ganar la costa a nado.
Asegurados los prisioneros y amarinado el bergantín, Blanchet se hizo nuevamente a la mar para proseguir su viaje al norte, y al día siguiente en la tarde mientras navegaba frente a las costas de Samanco divisó a dos transportes chilenos a los cuales dio caza y logró apresar; se trataba de la fragata Saldivar y el bergantín San Antonio, de 540 y 250 toneladas respectivamente. Por suerte esos dos transportes navegaban sin tropas o pertrechos útiles para capturar, por lo que Blanchet al no haber nada útil en ellos y no disponer de gente para tripularlos, los incendió. 
No satisfecho con esto, prosiguió Blanchet al norte buscando la oportunidad de sorprender otros buques aislados o a la escuadrilla de Bynnon que creía que se encontraba en reparaciones en alguno de los puertos de la zona, pero el 5 de diciembre a la altura del puerto de Santa se encontró con las fuerzas navales chilenas de la división de Simpson que días atrás se había trasladado de Samanco a ese lugar. Esta fuerza estaba compuesta por la corbeta Confederación (insignía) al mando directo de su jefe y la fragata Monteagudo al mando del capitán P. Martínez. El vigía del puerto a las 07:00 AM divisó desde el sur acercarse a los corsarios, y luego a las 11:00 AM divisó desde esa misma dirección a las fuerzas navales al mando de Bynnon, provenientes del Callao. Alertado Simpson por el vigía, zarpó con sus dos buques a mar abierto y después de cambiar señales y unirse a la escuadrilla de Bynnon, se dirigieron de manera conjunta a darle caza a los corsarios. Blanchet con su flota, que en esos momentos perseguía un transporte llamado Hope, al observar los movimientos de la escuadra chilena decide emprender inmediatamente la retirada hacia el suroeste a mar adentro, para no comprometerse en una acción arriesgada por la superioridad de los buques chilenos que le perseguían siendo estos las corbetas Confederación y Valparaíso, el bergantín Aquiles, la barca Santa Cruz y las goletas Janequeo y Colo Colo; quedando fondeada en el puerto de Santa, por orden de Simpson, solo la fragata Monteagudo por considerarla innecesaria en la persecución. 
Durante esta persecución, Simpson por el poco andar de la corbeta Confederación se vio obligado a desistir de esta volviendo al puerto de Santa convoyando al transporte Hope. Bynnon por su parte continuó con el resto de los buques la caza de los corsarios, pero después de varias horas las naves corsarias de Blanchet de mayor andar logran tomar distancia perdiéndolas de vista al anochecer. A pesar de no poder alcanzar a las naves principales de Blanchet, Bynnon que persistió en eso, logró apresar a las 21:00 PM a una goleta mercante paiteña que habían capturado los corsarios con anterioridad y que tenía a bordo parte de los oficiales y marineros tomados del bergantín Arequipeño. Luego de asegurar el mercante Bynnon decidió, ante la falta de víveres y aguada y lo arriesgado de seguir en la oscuridad y sin saber el punto fijo o nuevo rumbo de los corsarios, volver al puerto de Santa anclando al día siguiente. Por su parte el capitán Simpson logró reguardar los transportes cercanos para evitar ser capturados y había avisado con anticipación por medio de un bote enviado a Paita al comandante en jefe de la escuadra García del Postigo, que tenía bajo su mando las corbetas Libertad y Socabaya (sin cañones, convertido en buque hospital), sobre la presencia de los corsarios.

### Reacción chilena
Luego de estos sucesos, las fuerzas chilenas llevarían a cabo un plan de acción para la amenaza de los corsarios. Para esto, el general Manuel Bulnes despacho a la costa al intendente general del ejército Victorino Garrido para que junto con el jefe de la escuadra García del Postigo tomaran de mutuo acuerdo las medidas para la seguridad de la escuadra chilena. Es así que entre las medidas tomadas por el mando chileno fue la de proteger sus transportes y líneas de comunicaciones con sus buques de guerra en todo momento y también se tomó la medida, ante la posibilidad de que los corsarios pudieran incursionar en las costas chilenas amenazando el comercio y los puertos chilenos, de despachar al capitán de fragata Santiago Bynnon con el bergantín Aquiles, las goletas Janequeo y Colo Colo; y dos transportes a Chile para proteger las costas nacionales y también ante la necesidad de convoyar una división militar que se había organizado en la ciudad de Concepción y que estaría al mando del coronel Justo Arteaga. Esta fuerza de todas maneras no sería enviada a Perú producto de la posterior victoria alcanzada por el general Bulnes en Yungay. Esta fuerza naval zarpo rumbo a Chile en la noche del 7 de diciembre.
En cuanto a la flotilla del corsario Blanchet, luego de haber logrado escapar de la persecución de los buques chilenos, había regresado al puerto del Callao el 15 de diciembre siendo recibido con gran regocijo por su incursión en la costa norte. El general Bulnes había ordenado bloquear el puerto del Callao en ese momento pero producto de la reducción de la flota chilena por el envío de parte de ella a las costas de Chile y al no estar el resto de los buques en una buena situación al tener que proteger los transportes no se pudo llevar a cabo, limitándose la escuadra a proteger los transportes y las líneas de comunicación como se tenía pensado desde el principio, manteniéndose ahora la escuadra reunida en el puerto de Santa.

## Movimientos previos al combate
Con el éxito aparente de la primera incursión de los corsarios, el gobierno del mariscal Santa Cruz hizo halagüeñas promesas de entregar un nuevo y suculento botín para las próximas presas por lo que las fuerzas corsarias de Blanchet se aprestaron entusiasmadamente para una segunda incursión. Por otra parte, Santa Cruz había enviado desde Lima varias divisiones de su ejército para combatir al ejército restaurador que se encontraba en la zona norte del Perú.
En los primeros días de enero de 1839 Santa Cruz ordenó a Blanchet efectuar una segunda incursión a la costa norte para atacar a los buques de transporte y de guerra chilenos que había en ese sector. Integraban ahora la flotilla la corbeta Edmond (insignia) al mando de Blanchet, el bergantín Arequipeño, que había sido recientemente capturado, armado y tripulado quedando bajo el mando de uno de los compañeros de Blanchet, el capitán francés Enrique Silvester, la barca Mejicana al mando de Guillermo Mason y la goleta Perú al mando de John Eldredge. Todas perfectamente armadas, marinadas y reforzadas con 300 hombres de infantería peruana, distribuidas entre los cuatro buques, para la nueva incursión.
Por otro lado, la escuadra chilena se encontraba en Santa, donde el jefe de la escuadra García del Postigo y el capitán de fragata Roberto Simpson estaban reunidos por orden del general Manuel Bulnes. Estaban con ellos la fragata Monteagudo, las corbetas Libertad, Valparaíso y Confederación, la barca Santa Cruz y la corbeta hospital Socabaya (sin cañones). Estos buques se encontraban sin leña, por lo que se tomaron las medidas para cargar dicho combustible desde una hacienda estatal ubicada en la bahía de Casma. Se designó al mercante Isabella para cargar la leña, y para proteger al mercante el comandante Del Postigo designó una división naval al mando del capitán de fragata Roberto Simpson y que estaría compuesta por la corbeta Confederación (22 cañones) al mando del mismo jefe, la corbeta Valparaíso (20 cañones) al mando del capitán de corbeta Roberto Henson y la barca Santa Cruz (20 cañones) al mando del teniente 1° Buenaventura Martínez.
El 10 de enero fondeaban en la bahía de Casma la división naval chilena al mando de Simpson, quedando el mercante Isabella al interior del saco cercano a la playa y al bosque de la hacienda requerida. Los otros tres buques de guerra quedaron fondeados formando una cuña hacia la boca de la bahía. Terminada esa maniobra de fondeo, se arriaron las velas, se trincaron las maniobras y se prepararon las baterías en caso de una emergencia. Por precaución, Simpson hizo desembarcar un piquete de soldados del batallón Carampangue, quienes tenían la misión de vigilar la bahía desde la altura del cerro Codrington en caso de avistar velas enemigas.

## Fuerzas enfrentadas
|           | Corsarios confederados | Armada de Chile |
| --------- | --- | --- |
| Corbetas  | Edmond (Insignia) Comandante: Juan Blanchet Armamento: 4 cañones largos de a 24 lbs, 1 de a 18 lbs, 12 de a 12 lbs y 8 colizas de 8 lbs. | Confederación (Insignia) Comandante: Roberto Simpson Armamento: 22 cañones de 12 lbs Valparaíso Comandante: Roberto Henson Armamento: 20 cañones de 12 lbs |
| Goletas   | Perú Comandante: John Eldredge Armamento: 4 cañones de a 12 lbs y 6 colizas de a 8 lbs                                                   | |
| Bergantín | Arequipeño Comandante: Enrique Silvester Armamento: 1 cañón largo de a 24 lbs, 1 de a 12 lbs y 4 de a 9 lbs.                             | |
| Barcas    | Mejicana Comandante: Guillermo Mason Armamento: 18 cañones (sin dato de lbs)                                                             | Santa Cruz Comandante: Buenaventura Martínez Armamento: 20 cañones (sin dato de lbs)                                                                       |

## Desarrollo del combate

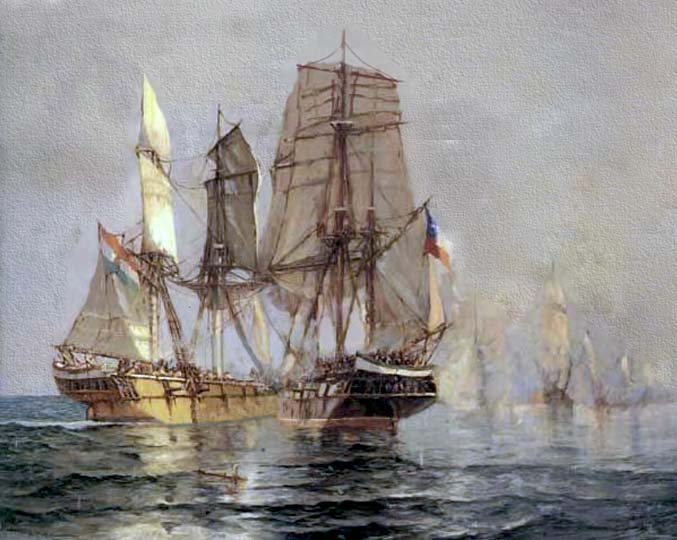
Visualización del choque de la corbeta corsaria Edmond con la corbeta chilena Confederación al comienzo del enfrentamiento naval en la bahía de Casma.

El día 12 a mediodía, mientras se faenaba la leña, los vigías del cerro Codrington anunciaron la presencia de cuatro velas que venían desde el sur. Simpson avisado de la presencia de esos cuatro buques, ordenó el reembarco de la tripulación que estaba trabajando en tierra para aprestarse ante un posible combate con buques enemigos.
Blanchet que se había enterado del fraccionamiento de la escuadra chilena y de que la flotilla de Simpson era menor, decidió atacar con esa ventaja a esos buques mediante la táctica del abordaje. Los chilenos en Casma tenían menos buques, aunque con mayor número de cañones. Pero la desventaja es que los buques chilenos se encontraban en faena de carga, con campo de tiro limitado y sin posibilidad de zarpar de la bahía con rapidez con viento sudoeste por la proa y amura.
Simpson al percatarse de que aquellas velas que se acercaban rápidamente eran efectivamente buques enemigos, se preparó con sus fuerzas para el combate y despachó por tierra un correo a Santa para comunicar al jefe de la escuadra García del Postigo la situación. Simpson comprendió que para el combate que se libraría no tendría tiempo para embarcar a toda la gente, no sería posible aparejar y veía una ventaja táctica de los buques enemigos por su movilidad. Por esto, determinó la defensa estática de los buques confiando en la calidad de la tripulación, compuesta por la marinería y por soldados de mar que formaban la guarnición de los buques, siendo estos destacamentos del batallón Carampangue comandados por el capitán Andrés Campos, y también confiando de los efectos que podrían producir sus cañones contra los buques corsarios que se dirigían hacia él para empezar el ataque.
A las 16:30 horas el bergantín Arequipeño, al mando de Enrique Silvester, entró en la bahía y después de reconocer a los buques chilenos salió para reunirse con el resto de los buques corsarios, informar la situación del adversario y esperar órdenes de Blanchet. Los buques chilenos estaban fondeados con un ancla, presentando todos el costado de estribor al enemigo y en una disposición defensiva de triángulo isósceles. La corbeta Confederación ocupaba el vértice más occidental (centro), la corbeta Valparaíso el vértice norte (cola) y la barca Santa Cruz el vértice sur (cabeza). El transporte Isabella se encontraba al interior del puerto protegida por esta disposición táctica.
Aproximadamente a las 17:00 horas, Blanchet aprovechando el viento a favor entró con sus buques resueltamente al puerto para atacar a los buques chilenos, avanzando a la cabeza de la escuadrilla el bergantín Arequipeño y la corbeta Edmond, y luego la barca Mejicana y la goleta Perú, todos en ese orden.
El bergantín Arequipeño y la corbeta Edmond se dirigieron sobre la corbeta insignia chilena Confederación para abordarla cada una por una banda. Mientras que la barca Mejicana y la goleta Perú se adelantaron y pasando por el frente de la Confederación, a la que le hicieron un par de disparos, se ciñeron al viento sin acortar la vela con la intención de abordar a la corbeta Valparaíso.  
El capitán Silvester que iba a la delantera y el comandante Blanchet en segundo lugar, y con sus respectivos buques, al maniobrar para abordar la corbeta Confederación cometieron el error de ir a excesiva velocidad por lo que el Arequipeño se estrelló violentamente contra la proa de la nave chilena, destrozándole el bauprés y enredando su jarcia con la de su adversaria. Por su parte, la Edmond chocó contra el costado de babor de la misma nave rompiéndole la cabullería del palo trinquete y enredándose con el buque. En ese momento se produjo entre los tres buques un combate de “Toca Penoles” de una hora y media de duración en la que los corsarios se esforzaron en abordar el buque chileno que se resistía haciendo vivo fuego. 
El coronel y comandante de ingenieros chileno Santiago Ballarna, estando durante el combate naval a bordo de la corbeta Confederación, dice sobre la acción:

"Era sin duda un espectáculo tremendo y sublime al mismo tiempo, ver a un grupo de 4 buques, la "Edmond", el "Arequipeño", la "Confederación" y la "Santa Cruz", todos a quemarropa, enredados los 3 primeros por un breve momento y después el segundo y el tercero haciendo un fuego infernal de cañón, de fusil, de granadas de mano, y la gritería incesante de nuestra gente con el imponente ¡Viva Chile! y la cubierta inundada de sangre y ardiendo al mismo tiempo, con la pólvora derramada sobre ellas."

Durante esa hora los dos corsarios confederados hicieron todo los esfuerzos posibles para abordar el buque chileno, pero sus defensores opusieron tan tenaz resistencia que ni un solo atacante logró pisar su cubierta. La artillería disparaba a quemarropa y el fuego de fusilería era intensísimo produciendo muchas bajas a los corsarios, entre ellos estuvo el propio comandante Blanchet que resultó muerto por un disparo certero.

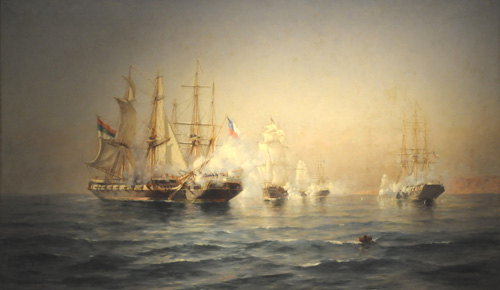
Enfrentamiento general en la bahía de Casma entre la división naval de Simpson y la escuadrilla corsaria comandada por Blanchet.

La corbeta Edmond sin su jefe logró después de muchos esfuerzos desembarazarse de la corbeta Confederación, pero no pudiendo maniobrar bien, se fue a estrellar sobre la barca Santa Cruz enredándose con ella e iniciándose otro combate a quemarropa. La Confederación por su parte siguió combatiendo enérgicamente al Arequipeño con el que estaba enredado, aunque con su batería a babor le hacía también fuego a la Edmond. Mientras tanto, la barca Mejicana y la goleta Perú en vez de intentar abordar a la corbeta Valparaíso, fachearon su aparejo y la empezaron a cañonear para mermarla primero. La Valparaíso estaba muy distante para responder a estos fuegos con los fusiles y sus baterías ya que los dos corsarios apuntaban hacia sus costados, siendo difícil para el buque chileno responder efectivamente el fuego. En estos momentos el combate estuvo bastante generalizado ya que los buques de cada bando le hacían fuego a cada buque adversario que tuvieran en la mira.  
Después de dos horas de intenso combate se comprobaba que los esfuerzos de los corsarios para obtener la victoria habían fracasado. La Mejicana y el Perú mermadas por el fuego a distancia se vieron obligados a salir de la bahía y pronto la Edmond, averiada por el combate y con pérdidas, haría lo mismo luego de desenredarse de la Santa Cruz y adrizar su velamen para escapar, pero sin dejar de hacer fuego. En su retirada, la Edmond paso a corta distancia de la popa de la Confederación y por la proa de la Valparaíso, ocasión que aprovecharon los comandantes de ambas naves para descargar todo el fuego de fusilería y cañón que pudieran apuntarle.
Por otra parte, el bergantín Arequipeño sin poder desenredarse de la Confederación fue desarbolado por los fuegos de este buque, y posteriormente abordado por los marinos y soldados de mar chilenos. En este trance se producen 13 muertos entre ellos el comandante del bergantín, el capitán Enrique Silvester, y se hicieron 70 prisioneros de aquel buque entre los que había muchos heridos.
El resto de los buques corsarios emprendió la definitiva retirada, no pudiendo el comandante Simpson perseguirlos debido a las averías sufridas en las arboladuras de la Confederación y la Santa Cruz, que serían reparadas en los días siguientes, y también por el poco andar de la Valparaíso. La división naval chilena a pesar de enfrentarse a los buques corsarios a poca distancia tuvo solo 8 muertos y 8 heridos.
Los corsarios con averías en sus buques y con bajas de personal huyeron hacia el sur, arribando el día 16 en el puerto de Huarmey para reorganizarse y hacer algunas reparaciones para volver a intentar un ataque.

## Consecuencias
La noticia del combate llegó a ambos ejércitos al atardecer del día 15. Se ha supuesto que el resultado del encuentro quebrantó el ánimo de Santa Cruz, a lo menos con esto parecía acabarse la esperanza de recuperar el dominio del mar. Sin embargo, la escuadrilla de tres buques corsarios restantes que se encontraban en Huarmey fue reforzado por la llegada de un nuevo buque corsario bien armado y tripulado que estaba comandado por un teniente de navío de la marina francesa de apellido Cochón, quién con el regocijo y aprobación de los marineros de cada uno de los buques que eran en su mayoría connacionales con él tomó el mando de la escuadrilla para reanudar el ataque. Este oficial era desertor del bergantín de guerra francés Alacrity que se encontraba surto en el puerto del Callao.
Los corsarios al mando de Cochón se estaban preparando para volver a enfrentarse a las fuerzas navales de Chile, pero el comandante del Alacrity de apellido Fleury al enterarse de la deserción de Cochón se dirigió con su buque hasta Huarmey logrando interceptar a la escuadrilla corsaria a la que le exigió que entregaran al oficial francés, a lo que los corsarios respondieron negativamente por lo que Fleury los obligó a desistir de su empresa y dirigirse al Callao. Una vez en el puerto, los corsarios le facilitaron el escape a Cochón por medio de un bote para que pasara a tierra y se librara del juicio que Fleury le haría por haber desertado. 
En cuanto a los chilenos, Simpson luego del combate se había mantenido en la bahía de Casma para reparar la corbeta Confederación que no podía maniobrar sin sus jarcias de proa y a la barca Santa Cruz que tenía el velamen agujereado. Por otra parte, el jefe de la escuadra chilena Carlos García del Postigo a los dos días después del combate y luego de enterarse de los hechos salía de Santa con la corbeta Libertad y la fragata Monteagudo con el objetivo de interceptar a los buques enemigos, pero estos ya habían entrado al Callao escoltados por el comandante francés Fleury.
Ya sin tener los corsarios a su jefe para dirigir la escuadrilla debido a los impedimentos del comandante Fleury y al estar frente al puerto del Callao el comandante García del Postigo listo para enfrentar a los corsarios si salían, estos decidieron ante toda imposibilidad de éxito y reconociendo la supremacía naval de Chile desarmar sus buques y posteriormente navegar bajo bandera francesa hasta el puerto ecuatoriano de Guayaquil, alejándose de esa manera de la guerra y dedicándose en este puerto al comercio marítimo. El gobierno protectoral para honrar la valentía de Blanchet en defensa de la Confederación Perú-Boliviana trasladó su cadáver a la Catedral de Lima donde se le realizaron solemnes exequias fúnebres.
Con la victoria chilena en Casma quedaban aseguradas las comunicaciones marítimas entre Chile y sus fuerzas en campaña en el Perú, y la aptitud del ejército chileno de movilizarse libremente por el mar y tener en todo momento el apoyo de la marina. La escuadra chilena al mando de García del Postigo ahora solo se limitaría a bloquear el puerto del Callao donde se encontraba una guarnición militar confederada gobernándola. Pero al producirse ocho días después del combate naval de Casma el triunfo de los restauradores de Yungay, la plaza del Callao capitularía finalmente el 6 de marzo dando por terminada las operaciones navales y además poniendo fin a la guerra.
En cuando a los marinos y soldados de mar chilenos que participaron en la acción, varios serían ascendidos por el gobierno chileno por su comportamiento y se les daría una medalla de honor.